# Smiljan Radic Clarke

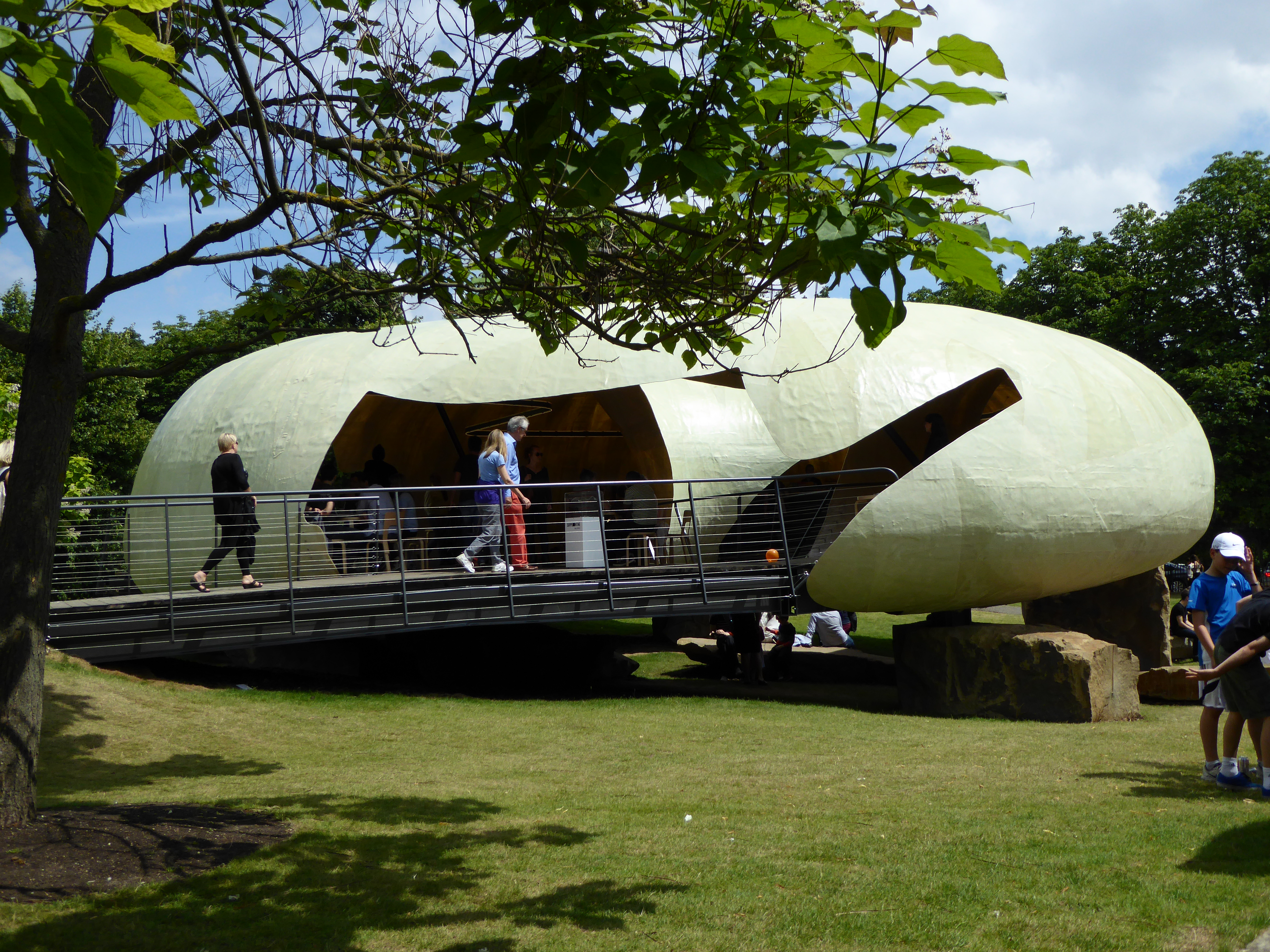
Pabellón para la Serpentine Gallery (julio de 2014)

Smiljan Radic Clarke (Santiago, 21 de junio de 1965) es un arquitecto chileno.

## Biografía
Nacido en Santiago, es hijo de Smiljan Radic Piraíno y Cora Clarke Ramírez.
En 1989, obtuvo el título de arquitecto por la Escuela de Arquitectura de la Pontificia Universidad Católica de Chile. Posteriormente cursó estudios de Estética en la Universidad IUAV de Venecia en Italia entre 1990 y 1992.
En 1994, ganó el concurso internacional Platía Eleftería, en Iraklio, Creta, y se asoció con Nicolas Skutelis y Flavio Zanon para su desarrollo y construcción.
En 2000, ganó el concurso para el Barrio Cívico de Concepción en Chile, un proyecto que le valió el premio al mejor arquitecto joven por el Colegio de Arquitectos de Chile al año siguiente.
En 2007, fue profesor invitado en la University of Texas y actualmente trabaja en su estudio en Santiago de Chile.
En 2011, asociado a Gabriela Medrano y Eduardo Castillo, ganó el concurso de diseño del Teatro Regional Biobío en Concepción, el cual fue inaugurado en 2018.
Radic ha impartido numerosas conferencias y su obra ha sido objeto de exposiciones en México, Argentina, España, Estados Unidos, Noruega y Austria.
Sus proyectos han sido publicados en revistas de arquitectura interenacionales como 2G, Revista Internacional de Arquitectura, a+u, ArchDaily, Dezeen, El Croquis, ARQ, Casabella, Detail, Lotus y Quaderns d' Arquitectura i Urbanisme. Asimismo, su trabajo ha sido recogido en dos catálogos monográficos publicados en España por la ETSAUN y en Chile por Ediciones ARQ.

## Proyectos destacados
- Concurso Público Internacional de Anteproyectos Torre Antena Santiago, junto a Gabriela Medrano y Ricardo Serpell (Santiago, Chile)[7]
- Restaurant Mestizo en Parque Bicentenario (Santiago, Chile)
- Barrio Cívico de Concepción (Concepción, Chile)
- Teatro Biobío, junto a Gabriela Medrano y Eduardo Castillo (Concepción, Chile)
- Casa de cobre 2 (Talca, Chile)
- Casa chilena 1 y 2 (Rancagua, Chile)
- Casa Pite (Papudo, Chile)
- Bodega Viña Vik (Millahue, Chile)[8]
- Pabellón 2014 de la Serpentine Gallery (Londres, Inglaterra)
- Nave, 2015 (Santiago, Chile)[9]